# Opalenica (Tatry)
Opalenica (słow. Opálenica, 1274 m) – szczyt na południowo-zachodnim krańcu słowackich Tatr Zachodnich.
Opalenica znajduje się w południowo-zachodnim grzbiecie opadającym z Fatrowej do Podmesztrowej na Kotlinie Liptowskiej. Grzbiet ten oddziela Dolinę Dobroszową od Doliny Halnej. Niżej grzbiet Opalenicy znów rozgałęzia się na dwa ramiona, pomiędzy którymi znajduje się Chotarny Żleb.
Opalenica jest całkowicie zalesiona, jej wierzchołek jest skalisty. Nie prowadzą nią żadne szlaki turystyczne, obejmuje ją należący do TANAP-u obszar ochrony ścisłej Rezervácia Suchá dolina. W skałach pod jej wierzchołkiem znajduje się Jaskinia Niedźwiedzia.
Na zachodnim grzbiecie Opalenicy znajduje się hipotetyczne grodzisko z epoki żelaza. Świadczą o tym wyraźne pozostałości po umocnieniach, nie odnaleziono jednak innych przedmiotów potwierdzających użycie tego miejsca w czasach prehistorycznych.